# Automobile Manufacturers Association
L’Automobile Manufacturers Association est un groupe de fabricants de véhicules automobiles qui a exercé ses activités sous divers noms aux États-Unis, de 1911 à 1999. 

## Historique
Un groupe différent, l'Association des constructeurs automobiles, était actif au tout début des années 1900, mais a ensuite été dissout.    En 1911, une première association de fabricants se forme sous le nom d'Automotive Board of Trade. En 1913, cette organisation change de nom pour constituer la Chambre de commerce nationale de l'automobile. 
En 1934, ce groupe s'est renommé en Association des constructeurs automobiles. C'est le nom que le groupe va garder le plus longtemps et l’appellation la plus connue du grand public. Son activité consiste alors principalement à établir un code de concurrence loyale. En 1939, elle déménage son siège de New York à Détroit, où les fabricants sont tous basés. L'organisation disposait d'un budget d'1 million de dollars. 
Durant les premiers stades de la Seconde Guerre mondiale, l’association a joué un rôle dans l’adaptation des capacités de fabrication automobile américaine aux efforts de production d’armes, en particulier en ce qui concerne les gros moteurs d’avion. Quelques heures seulement après l'attaque du Pearl Harbor le 7 décembre 1941, l'association a invité toutes les entreprises de l'industrie automobile, membres de l'association ou non, à rejoindre une nouvelle entreprise coopérative, le Conseil de l'automobile pour la production de guerre. Quelque 654 entreprises manufacturières se sont alors jointes et ont généré une production de près de 29 milliards de dollars, notamment via la production d'un nombre considérable de véhicules motorisés, de chars, de moteurs et d'autres produits destinés aux forces militaires alliées. L'industrie automobile représentait entre un cinquième et un quart de toute la production de guerre aux États-Unis. En 1950, l’association a publié le livre L’Arsenal de la liberté : l’histoire du Conseil de l’industrie automobile pour la production de guerre afin de documenter cet exploit. 
À la suite de la catastrophe du Mans en 1955 et de l'accident de la NASCAR Mercury Meteor en 1957, l'Automobile Manufacturers Association a interdit aux membres de l'association de soutenir les courses automobiles. En conséquence, l’industrie automobile a pratiquement disparu de l’Association nationale des courses de voitures automobiles (NASCAR). L'interdiction a pris fin en 1962, lorsque Henry Ford II a annoncé que la Ford Motor Company serait à nouveau prête à participer à nouveau à la NASCAR. 
En août 1972, le groupe a changé de nom et prend l'appellation de Motor Vehicle Manufacturers Association pour refléter l'importance croissante des constructeurs de camions. Un problème majeur s'est ensuite posé, à savoir si les constructeurs étrangers ayant des activités et, dans certains cas, des usines aux États-Unis, pourraient rejoindre le groupe. En 1986, l’association a statué que les entreprises étrangères souhaitant adhérer à l'association devaient fabriquer au moins la moitié de leurs ventes américaines dans le pays pour pouvoir adhérer ; de ce fait, une clause de droits acquis autorisait Honda et Volvo à rester au sein de l'association. En mai 1988, la tentative d'adhésion de Toyota fut rejetée du fait de cette règle . En 1992, Toyota et Nissan étaient en mesure de respecter la règle d'adhésion et de devenir membre. 
À la fin de l'année 1992, le groupe a expulsé Honda et Volvo, ainsi que les constructeurs de camions lourds, puis a pris le nom de American Automobile Manufacturers Association. L’association revenait ainsi à sa position traditionnelle consistant à représenter les « Trois Grands » fabricants. Ils ont également déplacé leur siège de Détroit à Washington, afin de renforcer le présence à proximité des instances gouvernementales. 
Cependant, leur situation est devenue problématique avec la fusion de DaimlerChrysler en 1998 ce qui signifiait qu'il n'y avait que deux fabricants exclusivement américains, trop peu pour une organisation. L’American Automobile Manufacturers Association a donc été dissoute en janvier 1999 et un nouveau groupe, l’Alliance of Automobile Manufacturers, a été formé, regroupant un grand nombre de fabricants étrangers.